# Michael Angarano
Michael Angarano (New York, 1987. december 3. –) olasz származású amerikai színész.

## Életpályája
Brooklynban született és nőtt fel. Tizenkét éves korában, 1999-ben Staten Island-ba költözött. Két fiatalabb testvére van, Erica és Andrew, és egy nővére, Kristen. A Crespi Carmelite High School-ban tanult, 2005-ben érettségizett.
Gyerekmodellként kezdte pályáját öt és fél évesen. Ezután néhány amerikai televíziós sorozatban volt látható. Első jelentős szerepét 1997-ben kapta meg a Szegény embert az Amish húzza című filmben, amelyben Tim Allen is játszott. 1999-ben A szív dallamai című filmben Meryl Streep volt a partnere. Egy évvel később, 2000-ben ő volt a főszereplő William fiatalkori énje a Majdnem híres című filmben. A film, amelyet Cameron Crowe rendezett és Kate Hudson volt a főszereplője, elnyerte a legjobb eredeti forgatókönyvnek járó Oscar-díjat, és a BAFTA-díjat. 2001 és 2006 között a Will és Grace Elliotja volt. 2003-ban a Vészhelyzet című sorozatban is feltűnt. 2007-ben négy epizód erejéig játszott a 24 című televíziós sorozatban. 2008-ban A tiltott királyság című filmben Jackie Chan és Jet Li volt a társa. 2010-ben megjelent a Mögöttes szándék című filmben. 2011-ben A bűn hálójában című filmben olyan színészekkel dolgozott együtt, mint Antonio Banderas, Michael Douglas, Ewan McGregor és Channing Tatum.

## Magánélete
Korábban Kristen Stewart és Juno Temple színésznők romantikus partnere volt. 2019-től Maya Erskine színésznő jegyese.

## Filmográfia

### Film
| Év   | Magyar cím                    | Eredeti cím                           | Szerep                        | Magyar hang      |
| ---- | ----------------------------- | ------------------------------------- | ----------------------------- | ---------------- |
| 1996 |                               | Childhood's End                       | fiú (stáblistán nem szerepel) |                  |
| 1996 | Nem én vagyok Rappaport       | I'm Not Rappaport                     | Hároméves cowboy              |                  |
| 1997 | Szegény embert az Amish húzza | For Richer or Poorer                  | Sammy Yoder                   |                  |
| 1998 | Véres folyó                   | River Red                             | Tom fiatalon                  |                  |
| 1999 | A szív dallamai               | Music of the Heart                    | Nick Tzvaras fiatalon         |                  |
| 1999 |                               | Baby Huey's Great Easter Adventure    | Nick                          |                  |
| 2000 | Majdnem híres                 | Almost Famous                         | William Miller fiatalon       | Stukovszky Tamás |
| 2000 | Agymenők.com                  | The Brainiacs.com                     | Matt Tyler                    |                  |
| 2002 | Ajkamon lakat                 | Little Secrets                        | Philip Lenox                  |                  |
| 2003 | Vágta                         | Seabiscuit                            | Red Pollard fiatalon          | Előd Botond      |
| 2003 | Vágta                         | Seabiscuit                            | Red Pollard fiatalon          | Bogdán Gergő     |
| 2004 | Két világ közt                | The Dust Factory                      | Rocky Mazzelli                |                  |
| 2004 | Beszélj!                      | Speak                                 | David Petrakis                |                  |
| 2005 | Kedves Wendy!                 | Dear Wendy                            | Freddie                       |                  |
| 2005 | Szuper felsőtagozat           | Sky High                              | Will Stronghold               | Berkes Bence     |
| 2005 | Dogtown urai                  | Lords of Dogtown                      | Sid                           |                  |
| 2005 | Az utolsó randevú             | One Last Thing...                     | Dylan Jameison                |                  |
| 2006 |                               | The Bondage                           | Charlie                       |                  |
| 2007 |                               | The Final Season                      | Mitch Akers                   |                  |
| 2007 | Filmbarát                     | Man in the Chair                      | Cameron Kincaid               |                  |
| 2007 | Angyal a hóban                | Snow Angels                           | Arthur Parkinson              | Baradlay Viktor  |
| 2007 | Fehér bárány                  | Black Irish                           | Cole McKay                    |                  |
| 2008 | A tiltott királyság           | The Forbidden Kingdom                 | Jason Tripitikas              | Szabó Máté       |
| 2009 | Visszanyal a plágium          | Gentlemen Broncos                     | Benjamin Purvis               | Molnár Levente   |
| 2010 | Mögöttes szándék              | Ceremony                              | Sam Davis                     | Szatory Dávid    |
| 2011 | Rokonlelkek                   | The Art of Getting By                 | Dustin Mason                  | Fehér Tibor      |
| 2011 | Veszett világ                 | Red State                             | Travis                        | Baráth István    |
| 2011 |                               | Noah's Ark: The New Beginning         | városlakó (hangja)            |                  |
| 2011 | A bűn hálójában               | Haywire                               | Scott                         | Előd Botond      |
| 2012 | Dollár, kanna, szerelem       | The Brass Teapot                      | John                          | Hamvas Dániel    |
| 2012 |                               | The End of Love                       | önmaga (cameo)                |                  |
| 2013 | Az angoltanárnő               | The English Teacher                   | Jason Sherwood                | Jakab Márk       |
| 2013 | Tuti szajré                   | Empire State                          | Eddie                         | Renácz Zoltán    |
| 2015 | Joker                         | Wild Card                             | Cyrus Kinnick                 | Hamvas Dániel    |
| 2015 | A stanfordi börtönkísérlet    | The Stanford Prison Experiment        | Christopher Archer            | Renácz Zoltán    |
| 2017 |                               | Avenues                               | Max                           |                  |
| 2017 |                               | Sun Dogs                              | Ned Chipley                   |                  |
| 2018 | Egy nyár, két kapcsolat       | In a Relationship                     | Owen                          | Hamvas Dániel    |
| 2023 | Oppenheimer                   | Oppenheimer                           | Robert Serber                 | Fekete Zoltán    |
| 2024 | Horizont: Egy amerikai eposz  | Horizon: An American Saga – Chapter 1 | Walter Childs                 | Hamvas Dániel    |

### Televízió
| Év        | Magyar cím              | Eredeti cím         | Szerep                               | Megjegyzések                                              |
| --------- | ----------------------- | ------------------- | ------------------------------------ | --------------------------------------------------------- |
| 1995      | Saturday Night Live     | Saturday Night Live | David Duchovny fia                   | 1 epizód                                                  |
| 1995      |                         | New York News       | ismeretlen szerep                    | 1 epizód                                                  |
| 1997      |                         | Stranger in My Home | Drew                                 | tévéfilm                                                  |
| 1997      | Cybill                  | Cybill              | Timmy                                | 1 epizód                                                  |
| 1998      | Grace és Gloria         | Grace and Glorie    | bicikliző fiú                        | tévéfilm                                                  |
| 1998      | A Kaméleon              | The Pretender       | Patrick Harper                       | 1 epizód                                                  |
| 1999      |                         | As the World Turns  | Matthew John "M.J." Dixon            | 1 epizód                                                  |
| 1999      | Seven Days – Az időkapu | Seven Days          | Evan Hamilton                        | 1 epizód                                                  |
| 2000–2001 |                         | Cover Me            | Chance Arno                          | főszereplő (24 epizód)                                    |
| 2001      |                         | Say Uncle           | Nick                                 | tévéfilm                                                  |
| 2001–2017 | Will és Grace           | Will & Grace        | Elliot                               | 13 epizód                                                 |
| 2003      |                         | Maniac Magee        | Jeffrey Lionel Magee                 | tévéfilm                                                  |
| 2003      |                         | My Life with Men    | Ben                                  | próbaepizód                                               |
| 2003      | Vészhelyzet             | ER                  | Zack                                 | 1 epizód                                                  |
| 2004      |                         | Less than Perfect   | George Denton                        | 2 epizód                                                  |
| 2005      | Mindig nyár             | Summerland          | Jeb Ekhart                           | 2 epizód                                                  |
| 2005      |                         | Kevin Hill          | Ethan Claypool                       | 1 epizód                                                  |
| 2007      | 24                      | 24                  | Scott Wallace                        | 4 epizód                                                  |
| 2012      |                         | Entry Level         | Jake                                 | tévéfilm                                                  |
| 2014      | Tömény történelem       | Drunk History       | Walt Disney                          | 1 epizód                                                  |
| 2014–2015 | A sebész                | The Knick           | Dr. Bertram "Bertie" Chickering, Jr. | - főszereplő (20 epizód) - magyar hangja: - Szkárosi Márk |
| 2017–2018 | Szénné égek idefent     | I'm Dying Up Here   | Eddie Zeidel                         | - főszereplő (20 epizód) - magyar hangja: - Czető Roland  |
| 2017–2018 | Anyák gyöngye           | Mom                 | Cooper                               | két epizód                                                |
| 2018–2021 | Rólunk szól             | This Is Us          | Nick Pearson                         | visszatérő szereplő (6 epizód)                            |
| 2019      |                         | Dollface            | Steve                                | 1 epizód                                                  |
| 2020      |                         | PEN15               | Greg Rosso                           | 2 epizód                                                  |
| 2020      |                         | A Teacher           | Tinder randi                         | minisorozat (1 epizód)                                    |

## Fordítás
- Ez a szócikk részben vagy egészben  a   Michael Angarano című német Wikipédia-szócikk ezen változatának fordításán alapul.  Az eredeti cikk szerkesztőit annak laptörténete sorolja fel. Ez a jelzés csupán a megfogalmazás eredetét és a szerzői jogokat jelzi, nem szolgál a cikkben szereplő információk forrásmegjelöléseként.